# Kristina Weiserová
Kristina Weiserová (* 11. března 1985 Praha) je česká scenáristka a režisérka.

## Život
Kristina Weiserová aka 113kw se narodila v Praze. Vyrůstala v umělecké rodině, jejím dědečkem byl významný český architekt František Cubr  (hlavní architekt v týmech EXPO 58 a EXPO 67), její matkou je malířka Magdalena Cubrová  a jejím otcem je specialista na speciální efekty a kameraman Antonín Weiser. 
V 90. letech natáčela krátká videa na VHS kameru, ale teprve po dokončení střední školy natočila svůj první krátký film (v roce 2004) a zároveň začala sbírat zkušenosti s natáčením jako komparz, později i klapka v českých televizních seriálech. Kromě toho studovala žurnalistiku s kulturně-audiovizuální specializací, později také filmovou literaturu, historii, teorii a také divadelní psaní. Natočila více krátkých videí a později byla součástí dokumentárního projektu Shorteknomovie (2008, 2009), který byl samostatně distribuován v českých kinech a také na DVD. Po dvou letech zahájila i svůj dokumentární projekt Eye on DJ (2015) distribuovaný na YouTube.
V roce 2012 napsala scénář k 35minutovému Roots in Ego aneb Odkud pochází zlo? (premiéra 2017) o večírcích, drogách a filozofii. 35minutový film byl samostatně distribuován v určitých kinech po České republice společně s hudebními party. Některé akce zahrnovaly workshopy o snižování drogových škod. Ve filmu hráli herci z české divadelní a filmové scény. Kristina Weiserová pracuje na scénáři k celovečernímu projektu s pracovním názvem Something To Believe In (2025). Po roce 2020 se začala věnovat novým technologiím, 3D, AI, XR (rozšířená realita).